# Pauline Frasca
Pauline Frasca (ur. 1 lipca 1980 r. w Sale) – australijska wioślarka.

## Osiągnięcia
- Mistrzostwa Świata – Gifu 2005 – czwórka bez sternika – 1. miejsce[2].
- Mistrzostwa Świata – Gifu 2005 – ósemka – 1. miejsce[2].
- Igrzyska Olimpijskie – Pekin 2008 – ósemka – 6. miejsce[2].
- Mistrzostwa Świata – Karapiro 2010 – czwórka bez sternika – 2. miejsce[2]
- Mistrzostwa Świata – Bled 2011 – czwórka bez sternika – 2. miejsce[2]